# Prepona pseudojoiceyi
Prepona pseudojoiceyi är en fjärilsart som beskrevs av Le Moult 1932. Prepona pseudojoiceyi ingår i släktet Prepona och familjen praktfjärilar. Inga underarter finns listade i Catalogue of Life.